# Kovács Pál (politikus, 1940–2000)
Kovács Pál (Gyón, 1940. július 14. – 2000. szeptember 1.) magyar politikus, orvos. 1990 és 1997 között országgyűlési képviselő, 1994 és 1995 között népjóléti miniszter, 1997 és 1998 között az Egészségbiztosítási Önkormányzat elnöke, majd 1998-tól 1999 február végi lemondásáig Dunaújváros polgármestere volt.

## Élete
Szülei Kovács Gy. Pál és Ujvári Erzsébet voltak.
Általános iskolai tanulmányait Kulcson végezte el. Középiskolai tanulmányait a József Attila Gimnáziumban végezte Székesfehérváron. Egyetemi tanulmányait a Pécsi Tudományegyetemen végezte 1965-ben.
1963–1989 között az MSZMP tagja volt. 1966–1967 között a dunaújvárosi kórház orvosa volt. 1967–1968 között Adony, 1968–1985 között pedig Nagyvenyim körzeti orvosaként dolgozott. 1985–1990 között a Dunaújvárosi Városi Tanács egészségügyi osztályát vezette. 1987-ben részt vett a WHO társadalmi-orvostani kurzusán. 1989-ben a Dunaújvárosi Reformszövetség egyik alapító tagja volt. 1989-től az MSZP tagja volt. 1994–1995 között a Horn-kormány népjóléti minisztere volt. 1991-től az országos választmány, 1996-tól pedig az elnökség tagja volt. 1990-től országgyűlési képviselőként dolgozott. (1990–1994 között Fejér megye, 1994-től Dunaújváros) 1990–1992 között a szociális, családvédelmi és egészségügyi bizottság titkára, 1992–1994 között alelnöke, a társadalom-biztosítási albizottság vezetője volt. 1995-től a szociális és egészségügyi bizottság tagja volt. 1997–1998 között az egészségbiztosítási önkormányzat elnökeként tevékenykedett, emiatt lemondott országgyűlési mandátumáról, majd 1998-ban Dunaújváros polgármesterévé választották, amely pozícióról 1999. február végén mondott le.

## Magánélete
1965-ben feleségül vette Tóth Katalint. Egy fiuk született; Kovács Pál (1966).

## Külső hivatkozások
- Index.hu
- Origó.hu Archiválva 2012. január 6-i dátummal a Wayback Machine-ben
- Adatlapja a Parlament.hu-n